# Lista chorążych reprezentacji Seszeli na igrzyskach olimpijskich
Lista chorążych reprezentacji Seszeli na igrzyskach olimpijskich – lista zawodników i zawodniczek reprezentacji Seszeli, którzy podczas ceremonii otwarcia nowożytnych igrzysk olimpijskich nieśli flagę Seszeli.

## Chronologiczna lista chorążych
| Lp. | Rok i miejsce     | Chorąży           | Dyscyplina    |
| --- | ----------------- | ----------------- | ------------- |
| 1   | 1980, Moskwa      | b.d.              |               |
| 2   | 1984, Los Angeles | Denis Rose        | Lekkoatletyka |
| 3   | 1992, Barcelona   | b.d.              |               |
| 4   | 1996, Atlanta     | Rival Cadeau      | Boks          |
| 5   | 2000, Sydney      | Benjamin Lo-Pinto | pływanie      |
| 6   | 2004, Ateny       | Allan Julie       | Żeglarstwo    |
| 7   | 2008, Pekin       | Georgie Cupidon   | Badminton     |
| 8   | 2012, Londyn      | Dominic Dugasse   | Judo          |
| 9   | 2016, Rio         | Rodney Govinden   | Żeglarstwo    |
| 10  | 2020, Tokio       | Felicity Passon   | pływanie      |
| 10  | 2020, Tokio       | Rodney Govinden   | Żeglarstwo    |